# 3e corps d'armée (Corée du Sud)
Pour les articles homonymes, voir 3e corps d'armée.
Le 3e corps de Corée du Sud est un corps de l'Armée de terre de la République de Corée créé le 16 octobre 1950. Il participa à la Guerre de Corée.